# آرتور آیکین
آرتور آیکین (انگلیسی: Arthur Aikin؛ زاده ۱۹ مه ۱۷۷۳ - درگذشته ۱۵ آوریل ۱۸۵۴) یک شیمی‌دان زمین‌شناس و نویسنده اهل بریتانیا بود.